# Georgetown (Minnesota)
Georgetown – miasto w Stanach Zjednoczonych, w stanie Minnesota, w hrabstwie Clay.